# 龙屋 (希农)

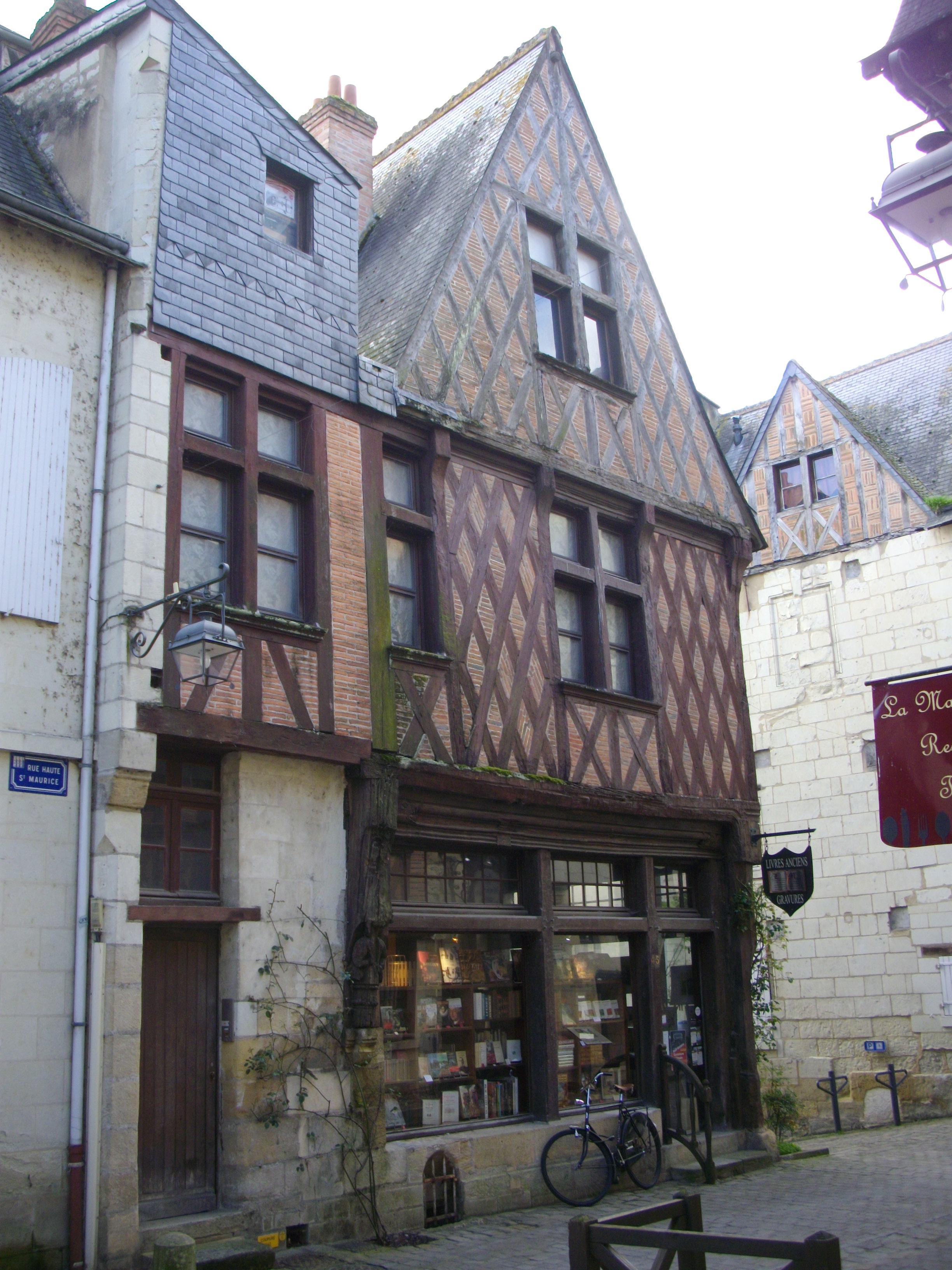

龙屋（Maison aux Dragons engoulants）是一座法式府邸，位于法国中央-卢瓦尔河谷大区安德尔-卢瓦尔省希农的伏尔泰街（rue Voltaire）45号和大卡罗伊街（rue du Grand-Carroi）。中世纪时，伏尔泰街是从东向西穿过城市的主要干道，南北方向的大卡罗伊街向北延伸到中世纪城市的主要商业广场大卡罗伊（grand Carroi）。这座房子建于15世纪，在19世纪之前曾多次翻新。主立面朝北，面向伏尔泰街。房梁两端雕刻两条龙。1963年7月12日，其立面和屋顶列为法国历史遗迹。这座建筑于1975年修复。

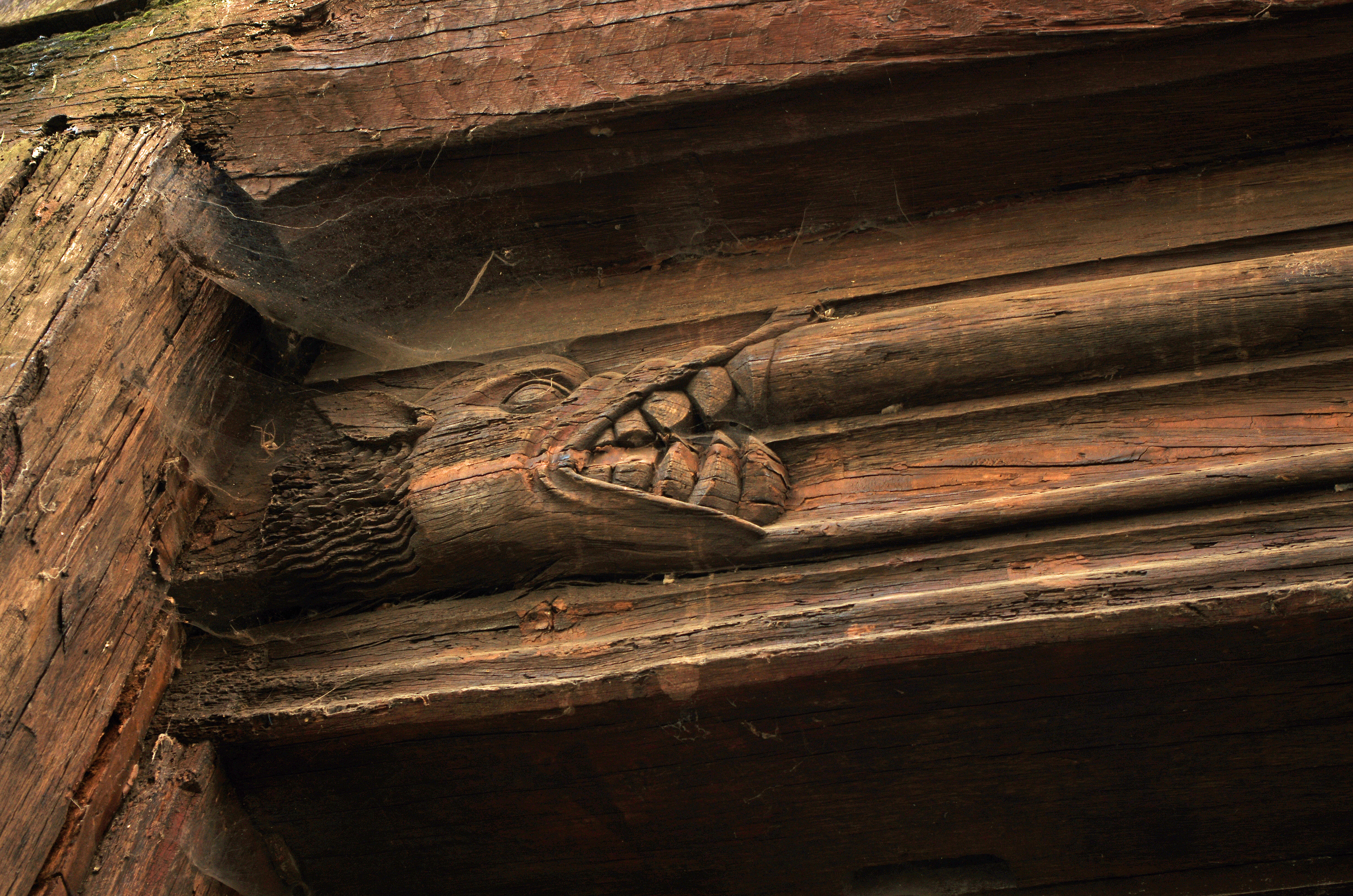